# Борцам за Советскую власть (мемориальный комплекс)
Борцам за Советскую власть — мемориальный комплекс на площади Славы в Могилеве в честь установления Советской власти в Могилеве.
Создан в 1982 году . на высоком берегу Днепра на Советской площади (скульптор. Л. Гумилевский, архитекторы К. Алексеев, А. Иванов).
Согласно городской легенде, статуя должна была быть обращена лицом к Днепру, однако советские идеологи решили повернуть её в сторону города, чтобы люди не говорили, что женщина бежала тонуть. За памятником закреплено название «Аксана, што бяжыць з Лаўсана» .

## Архитектура

Стелла

Смысловой и пластической доминантой мемориала является бронзовая фигура женщины (высота 7 м) на гранитном постаменте (высота 13 м) — символ Победы, восстановления жизни, вечного движения вперед. На площадке перед памятником установлены гранитные стелы с пятью бронзовыми барельефами на темы Октябрьской революции, коллективизации, обороны Могилева в 1941 году, партизанского движения, миростроительства. Совмещение изображений в барельефах с разных ракурсов создает неповторимый эффект пластического изображения событий прошлого и настоящего. У подножия памятника горит вечный огонь . Мемориальный комплекс включает могилы красноармейцев времен гражданской войны.